# Sydeuropæisk svalehale
Sydeuropæisk svalehale (Iphiclides podalirius) er en sommerfugl i svalehalefamilien. Den er udbredt i Europa fra Tyskland og sydpå.

## Forekomst i Danmark
Arten er en meget sjælden tilflyver til Danmark. Den er kun observeret i 1997 på Bornholm, 1998 på Sydsjælland og senest i 2004 ved Stubbekøbing på Falster. Danmark har dog nok for kolde og våde somre til at sommerfuglen kan slå sig ned her.

## Udseende
Den sydeuropæiske svalehale er nem at kende på den zebrastribede overside, de meget lange sorte haler og røde øjepletter på bagvingerne. Sommerfuglens vingefang er på omkring 6-9 cm. Halerne er længere end hos svalehale.
- ♂ underside
- ♀ underside

## Livscyklus
Puppen er en bæltepuppe, der er gul eller brun, når den overvintrer. Om sommeren er den grøn. Den klækkede sommerfugl flyver fra marts til oktober, i Tyskland dog fra maj til juli. Længere sydpå har den to generationer. 

## Foderplanter
Sydeuropæisk svalehales larve foretrækker slåen som foderplante, men kan også ses på fuglekirsebær.